# زمار هاملين
زمار هاملين Pied Piper of Hamelin

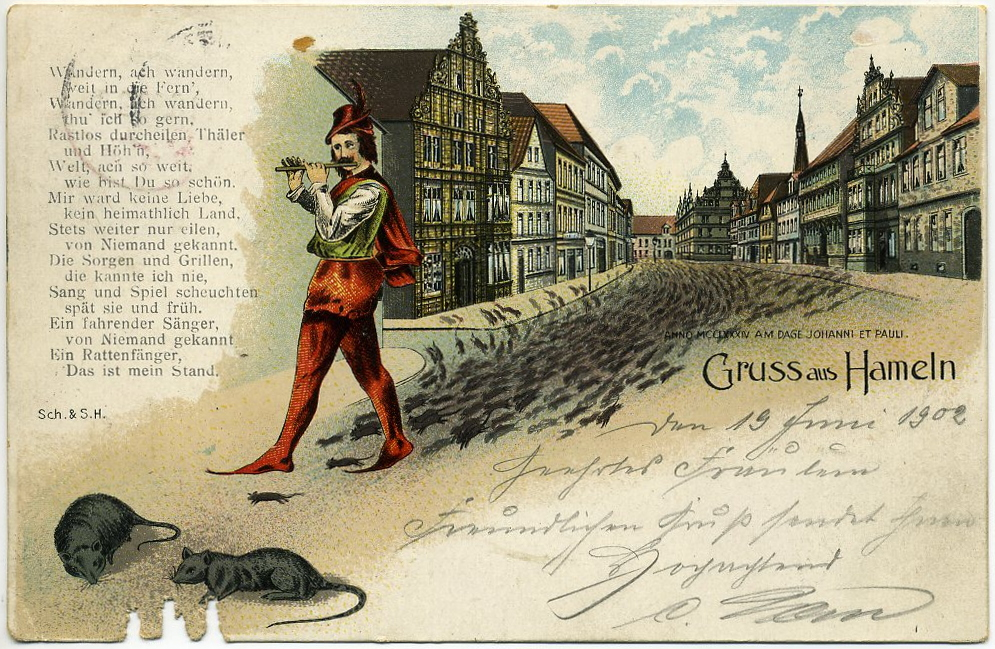
زمار هاملين

زمار هاملين سحر أطفال هاملين بعزف لحنٍ على مزماره وقادهم خارج البلدة إلى مغارة أُغلِقَت وراءهم، ولم يرهم أحد بعد ذلك أبدًا.
زمار هاملين شخصية خيالية جعلها الشاعر الإنجليزي روبرت براونينج مشهورةً في قصيدةٍ حول أسطورة ذلك الزمار. وطبقًا للأسطورة فإن بلدة هاملين الألمانية ـ وهي الآن هامِلن ـ ابْتلِيَتْ بالجرذان، وذات يوم سار فيها رجلٌ يرتدي حُلَّةً ذات ألوانٍ كثيرةٍ، وعرض تخليص البلدة من الآفات نظير مبلغ من المال، وعندما وافق العُمْدة سحب الرجل مزمارًا ومشى في شوارع البلدة يعزف عليه نغمةً مسحورةً، فخرجت كلٌ الجِرذان تتقافز من البيوت، وتَبِعت الزمار إلى نهر الْوِيزَر، حيث غرقت فيه. وعندما طالب الزمار بمكافأتِه رفض العُمدة أن يدفعها له، فأقسم الزمار على الانتقام. وذات مرة سار في الشوارع يعزف لحنهُ العذب الغريب، وفي هذه المرة هُرِع جميع الأطفال من منازلهم، وتَبِعوه إلى كهف في تل كوين القريب، فانطبقت عليهم المغارة، ولم يرهم أحد بعد ذلك أبدًا.
وتبدو الأسطورة مبنية ـ على الأقل في جزء منها ـ على حقيقة، فالكتابات القديمة على حوائط بيوت عديدة في هاملين تقول إنه في السادس والعشرين من يوليو 1284 م قاد زمار 130 طفلاً خارج البلدة وضاعوا في تل كوين.

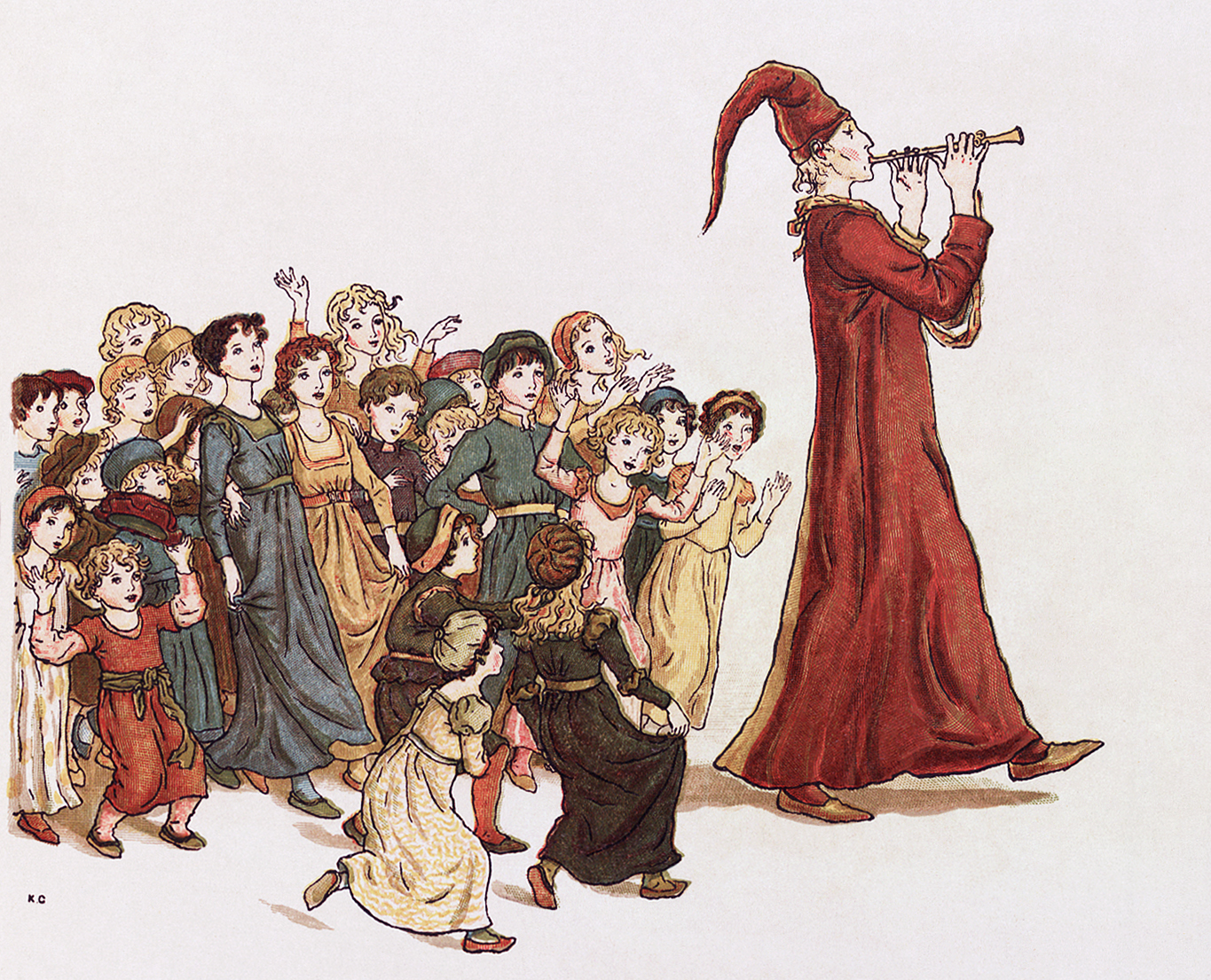

ويعتقد بعضهم أن الزمار كان عميلاً لأسقُف أو لُموتز الذي جرَّ في أواخر القرن الثالث عشر الميلادي كثيرًا من غلمان هاملين إلى مورافيا، حيث استوطنوها، ويدَّعي بعض الناس أن اللصوص قد اختطفوا الأطفال. ومن الممكن أيضًا أن تكون الأسطورة ناتجة عن حرب الأطفال الصليبية في 1212 م.

## اقرأ أيضا
- هاملن